# الجمعية المصرية للطب النفسي
الجمعية المصرية للطب النفسي هي جمعية تضم الأطباء العاملين بالطب النفسي بجمهورية مصر العربية ويراسها الدكتور ممتاز عبد الوهاب ومقرها بأبراج الملتقى بحي العباسية بمدينة القاهرة بجوار شارع الخليفة المأمون بجوار جامعة عين شمس
يزيد عدد أعضاء هذه الجمعية عن 1000 عضو في الوقت الحالي، ويرأسها الدكتور ممتاز عبد الوهاب.

## المقر
5 ش امتداد رمسيس - العباسية - أبراج الملتقى - برج ب الدور العاشر - القاهرة - مصر

## شروط العضوية
أن يكون المتقدم للعضوية حاصل على دبلوم،ماجستير او دكتوراة  في الطب النفسي